# Nijentap
Nijentap est un hameau néerlandais de la commune de Meppel, situé dans la province de Drenthe. Il faisait partie de la commune d'Havelte avant 1998, date à laquelle il a été rattaché à Meppel.